# Oxypetalum dusenii
Oxypetalum dusenii är en oleanderväxtart som beskrevs av Gustaf Oskar Andersson Malme. Oxypetalum dusenii ingår i släktet Oxypetalum och familjen oleanderväxter. Inga underarter finns listade i Catalogue of Life.